# Ordre de l'Aigle allemand
Pour les articles homonymes, voir Aigle (homonymie) et Ordre de l'Aigle.
L’ordre de l’Aigle allemand (en allemand, Verdienstorden vom Deutschen Adler) est une distinction du Troisième Reich, principalement décernée aux diplomates étrangers. L’Ordre a été institué le 1er mai 1937 par Adolf Hitler.

## Historique
L’ordre de l’Aigle allemand était une distinction diplomatique décernée aux étrangers importants, particulièrement des diplomates considérés comme sympathisants du nazisme. Finalement, plusieurs Allemands ont été décorés de l’Ordre, dont Konstantin von Neurath, qui reçut le Niveau spécial de l’ordre de l’Aigle allemand le 20 avril 1939, et Joachim von Ribbentrop pour sa nomination au ministère des Affaires étrangères.
L'Aigle allemand cessa d’être décerné après la capitulation du gouvernement nazi à la fin de la Seconde Guerre mondiale.

## Classification
De 1937 à 1943, l’Ordre était composé de 6 classes :
- Grand-croix de l’ordre de l’Aigle allemand (Grosskreuz des Deutschen Adlerordens)
- Ordre de l’Aigle allemand avec étoile (Deutscher Adlerorden mit Stern)
- Ordre de l’Aigle allemand 1re classe (Deutscher Adlerorden, Erste Stufe)
- Ordre de l’Aigle allemand 2e classe (Deutscher Adlerorden, Zweite Stufe)
- Ordre de l’Aigle allemand 3e classe (Deutscher Adlerorden, Dritte Stufe)
- Médaille du mérite allemand (Deutsche Verdienstmedaille)

Une grand-croix de l’ordre de l’Aigle allemand en or avec brillants (Grosskreuz des Deutschen Adlerordens in Gold und Brillanten) fut également décernée à Benito Mussolini le 25 septembre 1937.
Le 27 septembre 1943, l’Ordre fut réorganisé en 9 classes :
- Grand-croix de l’ordre de l’Aigle allemand en or (Goldenes Grosskreuz des Deutschen Adlerordens)
- Grand-croix de l’ordre de l’Aigle allemand (Grosskreuz des Deutschen Adlerordens)
- Ordre de l’Aigle allemand 1re classe (Deutscher Adlerorden, Erste Stufe)
- Ordre de l’Aigle allemand 2e classe (Deutscher Adlerorden, Zweite Stufe)
- Ordre de l’Aigle allemand 3e classe (Deutscher Adlerorden, Dritte Stufe)
- Ordre de l’Aigle allemand 4e classe (Deutscher Adlerorden, Vierte Stufe)
- Ordre de l’Aigle allemand 5e classe (Deutscher Adlerorden, Fünfte Stufe)
- Médaille du mérite en argent (Silberne Verdienstmedaille)
- Médaille du mérite en bronze (Bronzene Verdienstmedaille)

## Description

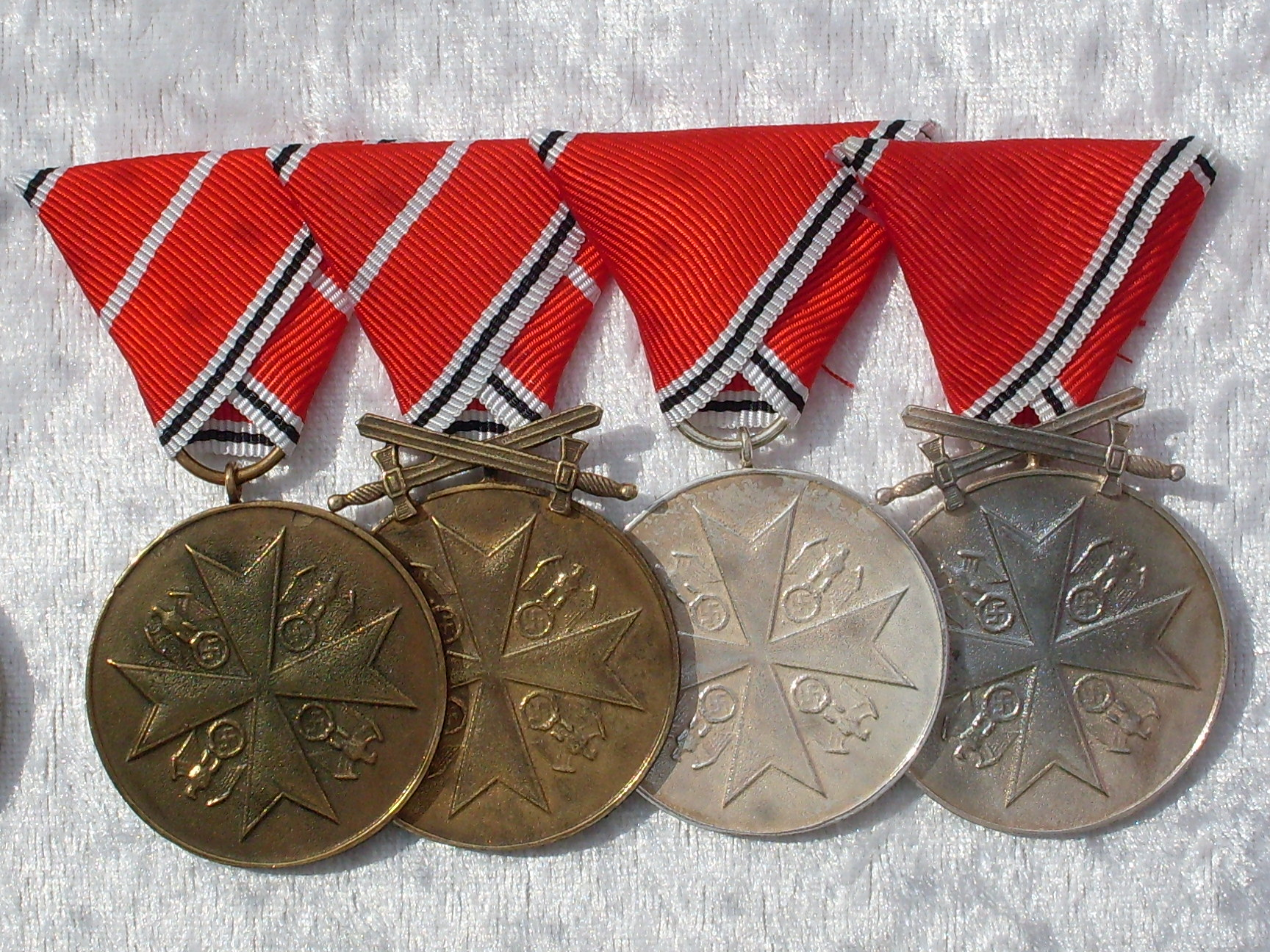
Distinctions en bronze et en argent (avec et sans épées)

La distinction est une croix maltaise en émail blanc avec des aigles allemands entre les branches portant une croix gammée. Pour les militaires, la croix comportait des épées entrecroisées.
Le ruban était rouge avec des rayures noires, rouges et blanches.
L'apparence et le nom de l'ordre rappellent les ordres prussiens de l’Aigle noir et de l’Aigle rouge.

## Récipiendaires

### Grand-croix de l’ordre de l’Aigle allemand en or avec brillants
- Benito Mussolini, président du Conseil italien

### Grands-croix de l’ordre de l’Aigle allemand en or
- Ion Antonescu, chef des armées roumaines
- Boris III, roi de Bulgarie
- Galeazzo Ciano Conte di Cortelazzo, président de la Chambre des Fasci (Italie)
- Francisco Franco, chef d’État et général espagnol
- Wilhelm Frick, ministre de l'intérieur du Troisième Reich
- Heinrich Himmler, Reichsführer
- Carl Gustaf Emil Mannerheim, chef des armées finlandaises
- Hiroshi Ōshima, ambassadeur japonais
- Risto Ryti, président de la Finlande
- Konstantin von Neurath, ministre des Affaires étrangères du Parti nazi
- Joachim von Ribbentrop, ministre des Affaires étrangères du Parti nazi
- Jozef Tiso, président slovaque (récompensé deux fois : pour la guerre contre la Pologne en 1939 et pour l’invasion de l'URSS en 1942)
- Alessandro Pirzio Biroli, général italien

### Autres
- Henry Ford, directeur de Ford
- Thomas J. Watson, directeur d'IBM
- Charles Lindbergh, pilote
- James Mooney (en), directeur de General Motors